# Bärenwalde
Bärenwalde ist seit 1994 ein Ortsteil der Gemeinde Crinitzberg im Landkreis Zwickau.

## Geographische Lage

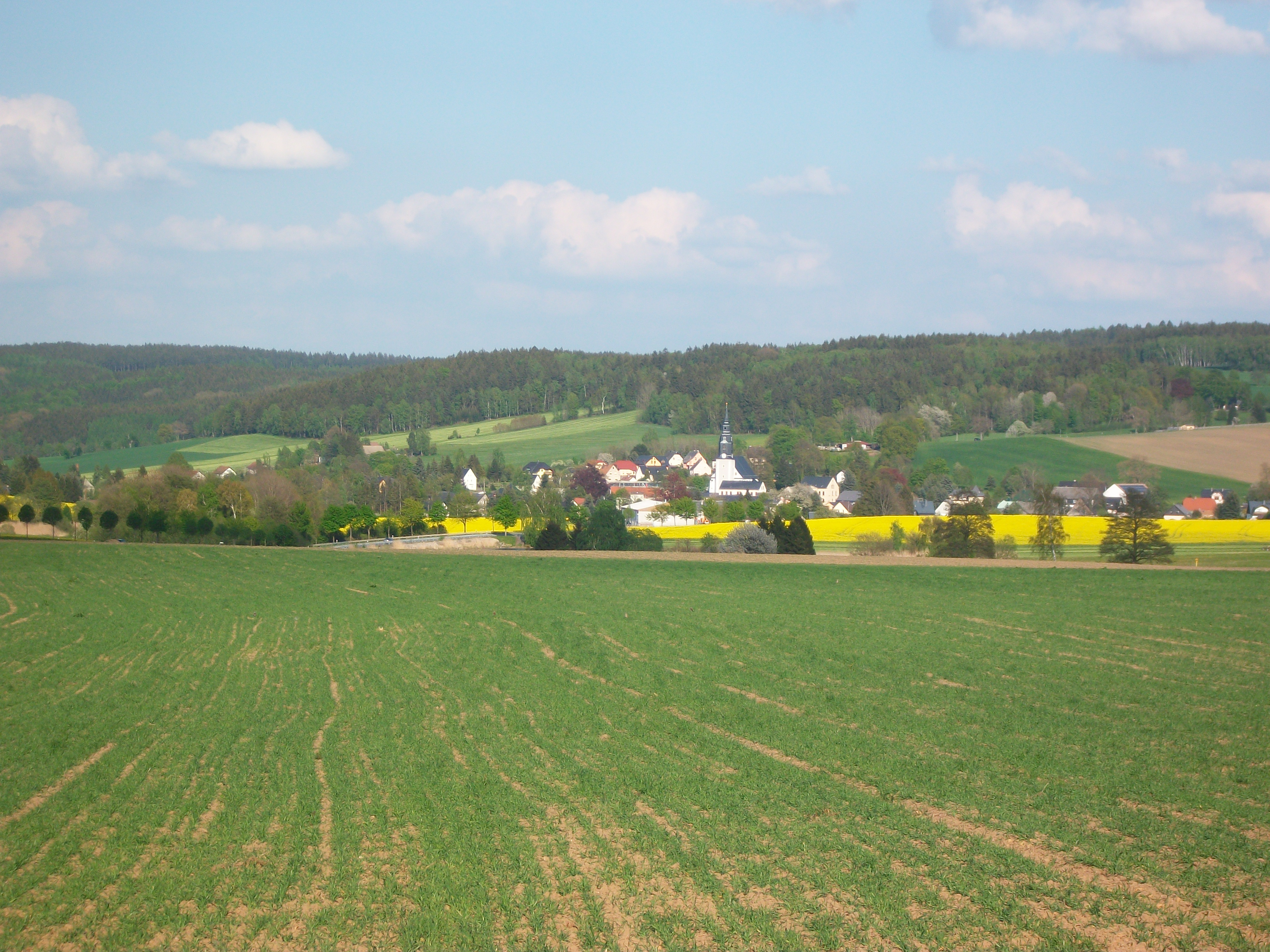
Bärenwalde, Ortsansicht (2016)

Bärenwalde liegt im Tal des Rödelbachs zwischen Rothenkirchen und Hartmannsdorf. Begrenzt wird der Ort zur einen Seite vom Hartmannsdorfer Forst und zum anderen vom Crinitzberg (573 m NN), welcher der Gesamtgemeinde seinen Namen gibt. Zwischen Bärenwalde und Rothenkirchen verläuft die Grenze zwischen Erzgebirge und Vogtland.

### Nachbarorte
| Lauterhofen | Giegengrün                                  | Hartmannsdorf                       |
| Obercrinitz | Kompassrose, die auf Nachbargemeinden zeigt | Hartmannsdorfer Forst mit Filzteich |
|             | Rothenkirchen                               | Lichtenau                           |

## Geschichte

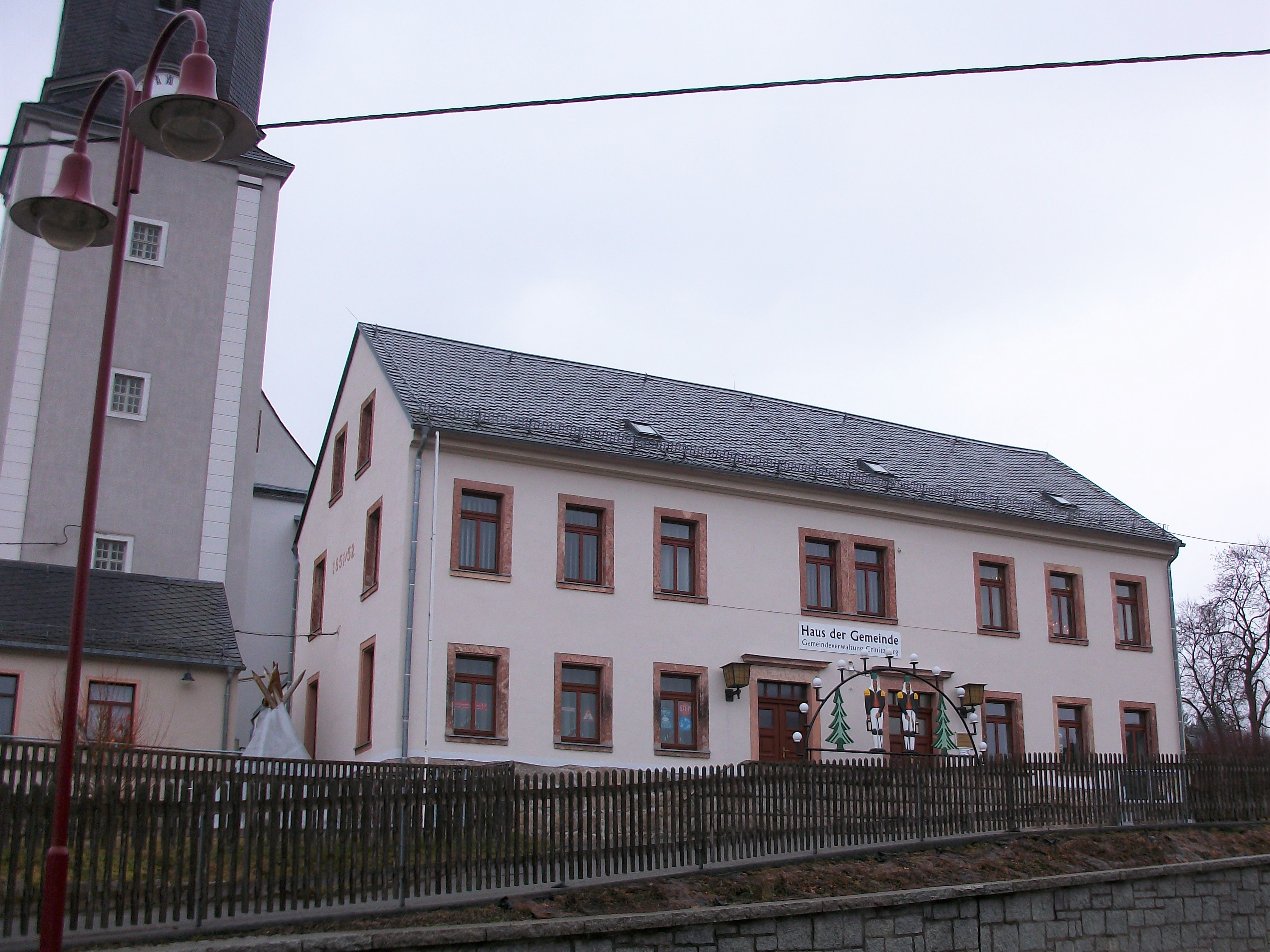
Gemeindeamt Crinitzberg in Bärenwalde

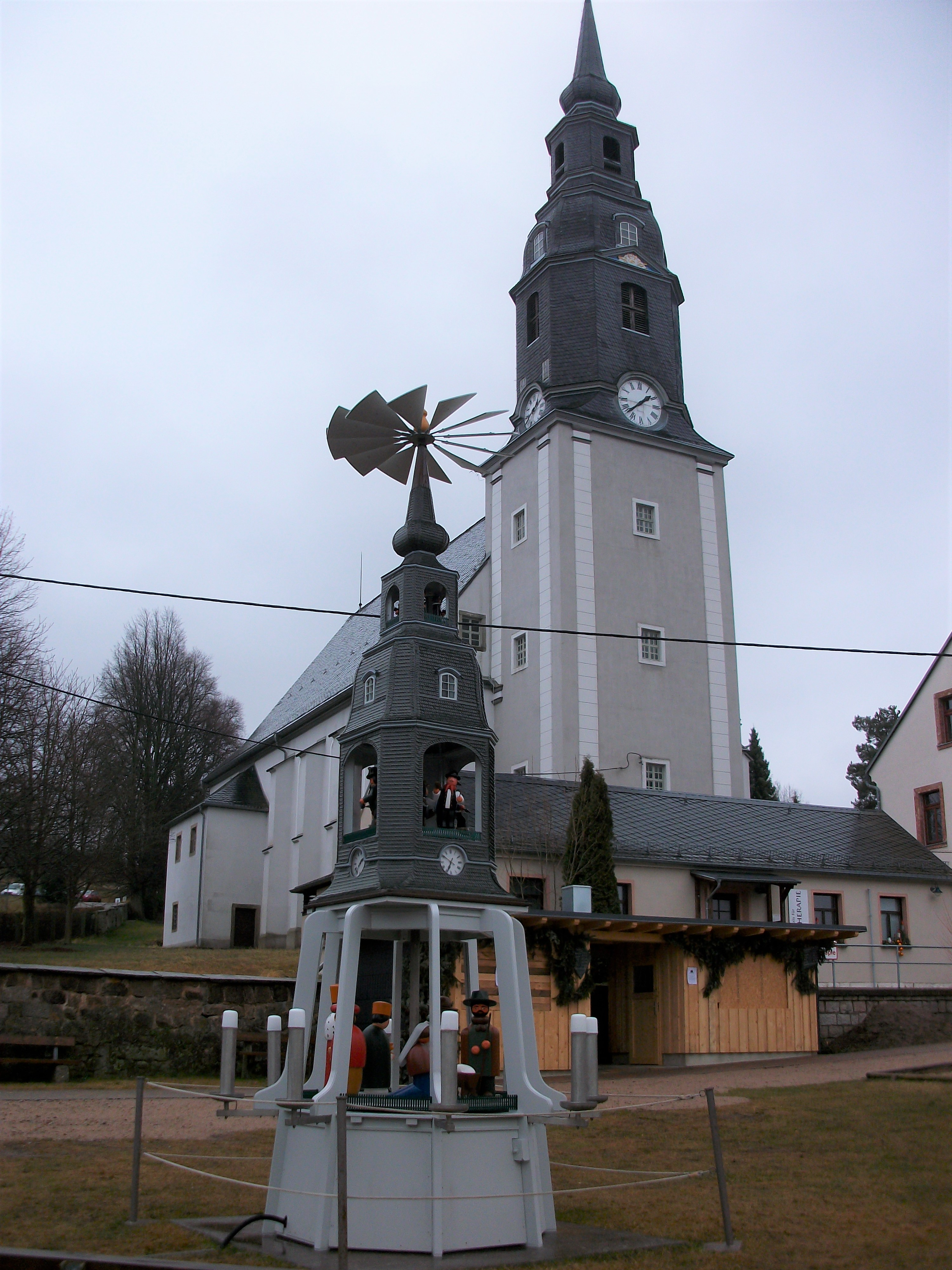
Ortspyramide Bärenwalde mit Kirche

Das  Waldhufendorf Bärenwalde  wurde von einem Lokator namens Bero gegründet von dem wahrscheinlich auch der Ortsname Bärenwalde (Berowalde) abgeleitet ist. Bärenwalde gehörte von 1764 bis 1843 zum Amt Wiesenburg und danach zum Amt Kirchberg. 1856 kam der Ort zum Gerichtsamt Kirchberg und 1875 zur Amtshauptmannschaft Zwickau, dessen Nachfolger der Landkreis Zwickau ist.
1712 wurden in Bärenwalde zum ersten Mal Kartoffeln angebaut.
In Bärenwalde siedelten sich im 19. Jh. verschiedene Zweige der Textil- und Bürstenindustrie an. Die Ziegelproduktion entwickelte sich durch die Granitbrüche am Crinitzberg. Von 1893 bis 1970 hatte Bärenwalde mit einem Bahnhof Anschluss an die Schmalspurbahn Wilkau-Haßlau–Carlsfeld. 1994 vereinigten sich die Gemeinden Bärenwalde und Obercrinitz mit seinem Ortsteil Lauterhofen zur Gemeinde Crinitzberg.

### Siegel der Gemeinde
Auf dem Siegel von Bärenwalde ist ein aufrecht schreitender Bär zu sehen, dessen Körper nach links gedreht ist. Umrahmt wird dieser Bär von Tannen.

## Religionen
Die ev.-luth. Kirchgemeinde Bärenwalde gehört mit dem Nachbarort Lichtenau im Erzgebirgskreis zu einem Kirchspiel mit der Gemeinde in Hartmannsdorf bei Kirchberg im Kirchenbezirk Zwickau. Die jetzige Bärenwalder Kirche wurde 1732/33 erbaut und gilt als die zweitgrößte Dorfkirche Sachsens. Von 1545 bis 1769 war auch die Gemeinde in Hundshübel nach Bärenwalde gepfarrt.

## Öffentliche Einrichtungen
Das Gemeindeamt der Gemeinde Crinitzberg befindet sich im Ortsteil Bärenwalde. Dort besteht seit 2004 auch eine Außenstelle der Stadt Kirchberg, mit der Crinitzberg eine Verwaltungsgemeinschaft hat.

### Bildung
In Bärenwalde befindet sich eine Grundschule in freier Trägerschaft.

## Verkehr
Bärenwalde liegt im Tal des Rödelbachs an der Straße von Kirchberg nach Rothenkirchen.
Seit 1893 hatte Bärenwalde mit einem Bahnhof Anschluss an die Schmalspurbahn Wilkau-Haßlau–Carlsfeld. Die Streckenstilllegung auf dem Abschnitt zwischen Saupersdorf bei Kirchberg und Rothenkirchen erfolgte im Jahre 1970.

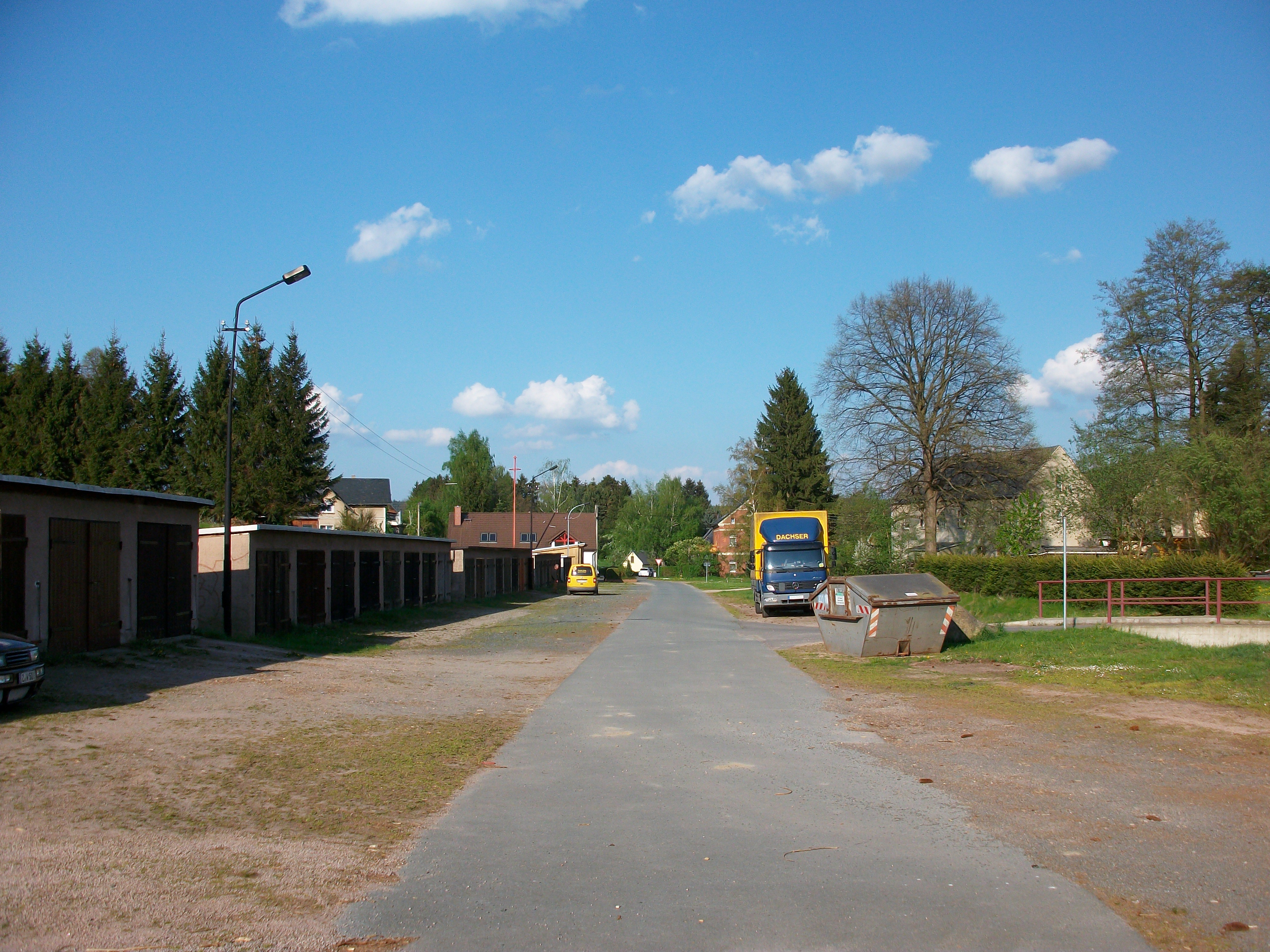
Bahnhof Bärenwalde (2016)
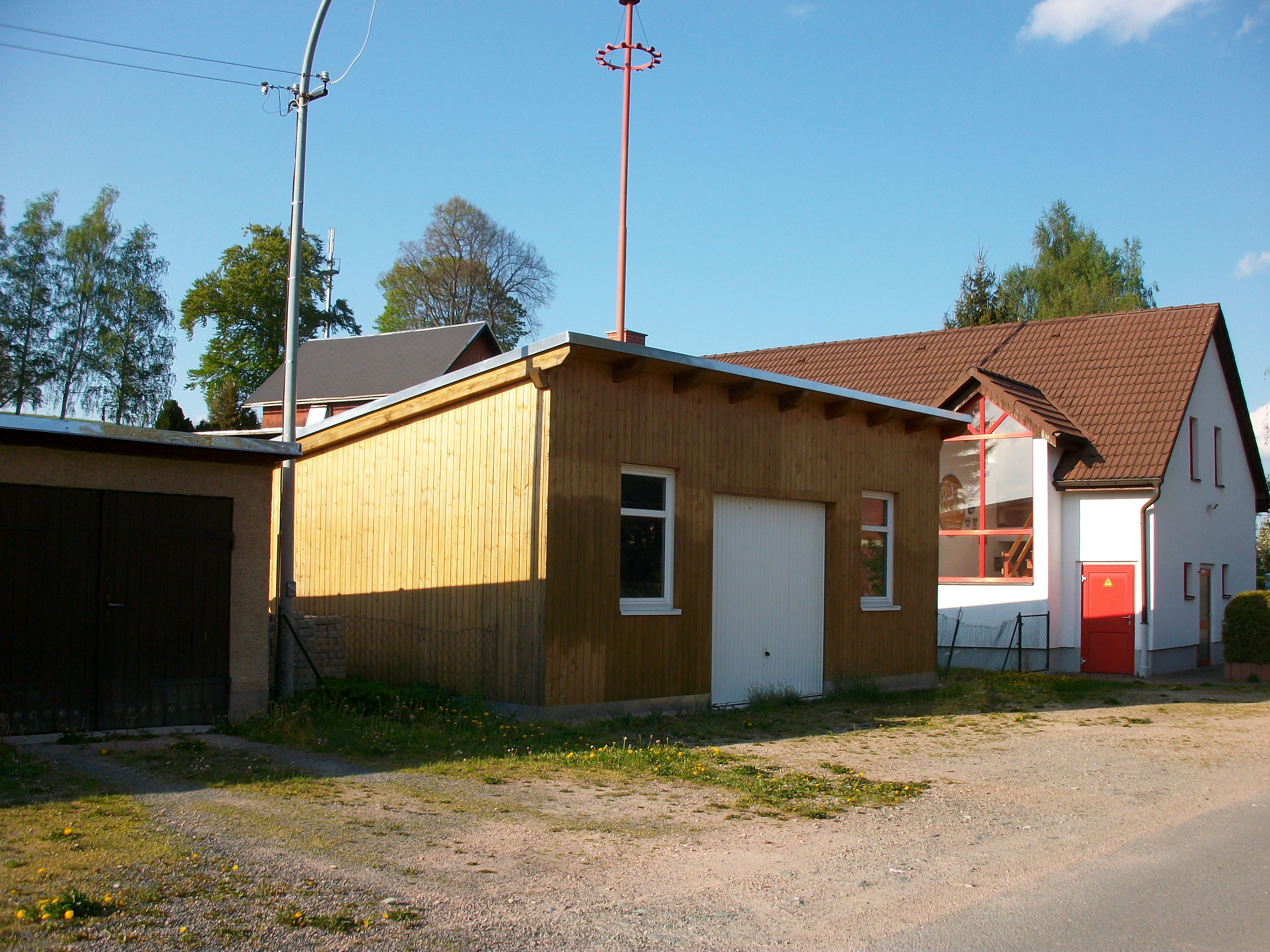
Bahnhof Bärenwalde (2016)

## Industrie
Die Granitbrüche am Crinitzberg lieferten in der Mitte des 19. Jahrhunderts Steine für den Bau der Göltzschtalbrücke bei Mylau im Vogtland und für viele Häuser der Umgebung.
Bärenwalde war auch durch den Handel von Eisen und Spitzen bekannt. Es gab im Ort einige Webereien und Klöpplerinnen, Stickereien und Strumpfwirkereien. Die Bürstenindustrie der Nachbarorte Rothenkirchen und Stützengrün ließ sich auch in Bärenwalde nieder.

## Persönlichkeiten
- Constantin Weber (1885–1976), Maschinenbauingenieur
- Gertrud Drechsler (1896–1984), Mundartdichterin
- Gottfried K. Wehner (1910–1996), Physiker